# Puntius bimaculatus
Puntius bimaculatus е вид лъчеперка от семейство Шаранови (Cyprinidae). Видът не е застрашен от изчезване.

## Разпространение
Разпространен е в Индия (Карнатака, Керала, Махаращра и Тамил Наду) и Шри Ланка.